# 일반화 힘
일반화 힘(generalized force)이란 라그랑주 역학에서 도입된 개념으로, 외부에서 입자 i에 작용한 힘을 일반화 좌표로 변환한 것을 의미한다.

## 정의
n개의 입자 중, i번째 입자에 외부에서 작용한 힘을 Fi라 하면, 이 때, 일반화 좌표 {q1, q2, …, qσ}에 대한 일반화 힘 Qσ은 다음과 같이 정의된다.
{\displaystyle Q_{\sigma }=\sum _{i=1}^{n}\mathbf {F} _{i}\cdot {\partial \mathbf {r} _{i} \over \partial q_{\sigma }}}

## 유도
일반화 힘의 표현은 외부 힘에 대한 가상 일을 통해 얻는다. n개의 입자로 이루어진 계를 생각해보자. 이 때, 가상 일 δW는 외부 힘 Fi 와 가상 변위 δri의 스칼라곱으로 나타난다.:265
{\displaystyle \delta W=\sum _{i=1}^{n}\mathbf {F} _{i}\cdot \delta \mathbf {r} _{i}}
여기서 δri는 다음과 같이 일반화 좌표에 대한 가상 변위 δqσ를 써서 표현할 수 있다.
{\displaystyle \delta \mathbf {r} _{i}=\sum _{\sigma }{\partial \mathbf {r} _{i} \over \partial q_{\sigma }}\delta q_{\sigma }}
이를 첫 번째 식에 대입하면, 가상 일을 일반화 좌표에 대한 가상 변위로 표현할 수 있는데,
{\displaystyle \delta W=\sum _{\sigma }\left(\sum _{i=1}^{n}\mathbf {F} _{i}\cdot {\partial \mathbf {r} _{i} \over \partial q_{\sigma }}\right)\delta q_{\sigma }}
여기서, 괄호안의 부분 Qσ
{\displaystyle Q_{\sigma }=\sum _{i}\mathbf {F} _{i}\cdot {\partial \mathbf {r} _{i} \over \partial q_{\sigma }}}
를 일반화 힘이라 정의하고, 이에 대한 가상 일은
{\displaystyle \delta W=\sum _{\sigma }Q_{\sigma }\delta q_{\sigma }\;}
이 되어 식이 원래 형태에서 변하지 않음을 알 수 있다.
여기서, qσ에 거리를 넣으면 Qσ의 차원은 힘의 차원이 되고, qσ에 각을 넣으면 Qσ의 차원은 돌림힘의 차원이 됨을 알 수 있다.

## 같이 보기
- 일반화 좌표
- 일반화 운동량
- 달랑베르의 원리